# Rafael Hastings
Rafael Hastings, nacido Abelardo Rafael Indacochea (Lima, 1945 - Lima, 29 de marzo de 2020) fue un artista, escritor y gestor cultural peruano con estudios en academias de bellas artes en Bélgica y Reino Unido.
Su producción pictórica se puede encontrar en diversos museos y centros culturales del mundo, así como en colecciones privadas. Una de las obras más importantes realizada bajo su dirección se encuentra en la ciudad de Trujillo, Perú. Se trata del Mural de la Humanidad o El Mosaico: un mural de mosaicos de 1x1cm. que rodea el perímetro externo de la Universidad Nacional de Trujillo.

## Biografía
Nació en la ciudad de Lima, Perú en 1945 con el nombre de Abelardo Rafael Indacochea. Cursó los dos primeros años de Letras en la Pontificia Universidad Católica del Perú para luego realizar estudios de pintura en la Real Academia de Bellas Artes de Bruselas y el Royal College of Art (Londres). De padre médico, atribuyó su interés por la anatomía humana en su obra al contacto temprano con los libros de medicina disponibles en su entorno. Realizó su primera exposición artística en Bruselas a los 18 años. En el año 2015 en Nueva York se puso bajo subasta una obra de su autoría por primera vez a través de la ahora desaparecida casa de subastas digital Auctionata.
Falleció a los setenta y cinco años el 29 de marzo de 2020 debido a un cáncer.

## Obras y exhibiciones
Sus obra han sido descritas como expresiones de provocación, vanguardia, y crítica hacia una producción de arte occidental conformista. Fue parte de una corriente de artistas que se apropian de elementos y estética pop en su arte para realizar su crítica, tales como Luis Arias Vera y Luis Zevallos Hetzel. Entre los temas constantes de su obra se encuentran representaciones del cuerpo humano y el movimiento, y su producción literaria brinda una mirada hacia sus procesos creativos y de conexión con su audiencia. Realizó instancias de intervenciones urbanas como por ejemplo la acción Todo el Amor en la ciudad de Lima y fue un importante exponente de la producción artística audiovisual temprana en el país. Desde 1990, lideró la realización del mural mosaico en la Universidad Nacional de Trujillo. Este mural de 1 km de longitud es considerado uno de los más largos de su tipo en América Latina. El año de la finalización de este trabajo, la Universidad Nacional de Trujillo le hizo entrega del título de Doctor Honoris Causa.

## Video arte y Cine Experimental
Desarrolló obras de video así como películas desde que era estudiante en Bruselas, donde se vinculó con artistas y directores de cine experimental de entonces como François Weyergans y Jean-Luc Godard.  En el texto de invitación a la muestra de sus trabajos de pintura exhibidos en 1969 en galería de Clytie Jessop de Londres, Jean-Luc Godard escribe:

«Las obras de Hastings son piezas de la vida que han salido del sistema —de lo bueno y lo malo, la belleza y la fealdad, lo correcto y lo incorrecto. Al fijar un momento de la vida, deja a un lado de insistir en ´valores´—. Me doy cuenta de esto, tan solo porque quizá soy consciente de que lo único que disfruta es el acto de pintar».

De regreso a Lima, desarrolló varios proyectos de video, algunos de estos fueron presentados en museos y centros cultuales durante las muestras internacionales impulsadas por Jorge Glusberg, fundador del Centro de Arte y Comunicación de Buenos Aires (CAyC). La información sobre sus films se encuentra sistematizada en el  The Rafael Hastings Film Project Entre otros desarrolló:
- What do you really know about fashion? (1973): un “detrás de cámara” de situaciones que transcurren durante un desfile de modas intercaladas con textos en inglés que enfatizaban una observación crítica e irónica. Las imágenes de video se intercalaba con textos en inglés, primero “The Phenomenon”, luego de algunas otras imágenes “its consequences” y al final concluye con “What fo you really know about fashion?.
- We are not a family (1974):  un recorrido —bajo la técnica de stop motion— por los diferentes espacios de su casa antes que luego fue mezclada con tomas de la casa derruido, para hacer una comparación entre ambas.
- Hola Soledad (1973) consistía en tres tomas donde capturó de manera espontánea el enfrentamiento —casi absurdo— entre un enfermo mental callejero y un cojo. El tema musical Hola Soledad, de Palito Ortega, popularizado en aquel entonces por el cubano Rolando Laserie, fue escogido como fondo musical y título de la obra.
- Peruvian Born (1972-1978), 11 min: es una alegoría a la vida mediante los primeros años de vida de su hija Aiñari. Como bien menciona Hastings “El video registra de una manera poética esos primeros años de vida: el embarazo, el nacimiento, cuando tiene un año, dos años y eso superpuesto al rostro de ella misma de cuatro años viendo todo su desarrollo con mucho asombro”[22]
- Peruvian (1978) 2 min: mediante el uso de novedosos para aquel entonces, como la técnica del “Chroma Key” –que permite alterar el fondo de una imagen y reemplazarlo con superposiciones de otras imágenes, en este video superpone varias versiones del rostro de su amigo, el músico y percusionista Manongo Mujica, mostrando las muchas otras imágenes que pueden derivar de un único registro.
- Das Lied von Der Erde (El canto de la Tierra) (1978), 16 min: es una coreografía del cuerpo del actor Ricardo Santa Cruz superpuesto por el mismo efecto de “Chroma Key” sobre otras partes de su cuerpo, y a su vez con fondos paisajísticos de Toulouse (edificaciones, castillos, ciudades, etc.) tomadas por el propio Hastings y José Casals.
- EL INCONDICIONADO DESOCULTAMIENTO (4 CORTOMETRAJES SOBRE EL HECHO DE DESAPARECER) (1974), 31 min: Está compuesta por cuatro cortometrajes. La película gira en torno a la muerte, combinando elementos de las culturas precolombinas, en particular del sitio arqueológico de Sechín, con registros de la bahía de Paracas. A partir de los estudios de Fernando Llosa Porras, se establecen nexos entre las culturas del formativo americano con las tradiciones orientales.[23] Fue reestrenado en 2022 durante el Festival de Cine de Lima.[24]

## Lista de obras y exhibiciones
- Raphael Hastings. Galerie Racines de Bruselas, 1967.
- Rafael Hastings. Instituto de Arte Contemporáneo (IAC), noviembre de 1967.
- Rafael Hastings. Galería Quartier Latin, dirigida por Mahia Biblos y Marie-France Cathelat, febrero de 1968.
- Raphael Hastings. Galería de Clytie Jessop, Londres 1969.
- Exposición El Espacio, 1970[9]
- Intervención artística, Amarillo de Nápoles, 2008[8]
- Libro, Los Diarios Secretos, 2013[25]
- Retrospectiva, El futuro es nuestro  o por un pasado mejor. 1983-1967, 2014[11]
- Exposición Poemas Mentales, 2018[26]
- Exposición colectiva, Conceptualismos Latinoamericanos. Obras sobre papel, 1964-1987
- Rafael Hastings : el futuro es nuestro y/o por un pasado mejor, 1983-1967. ICPNA, Instituto Cultural Peruano Norteamericano, Lima. Curaduría de Miguel A. López[27]

- Libro Poemas Mentales, 2017[28]
- Mural Mosaico en la Universidad Nacional de Trujillo, Mural de la Humanidad o El Mosaico, 1990 - 2008[29]
- El incondicionado desocultamiento: las experimentaciones audiovisuales de Rafael Hastings, Instituto Cultural Peruano Norteamericano – ICPNA en colaboración con Alta Tecnología Andina.[30]